# 民謡をどうぞ
民謡をどうぞ（みんようをどうぞ）は、1954年11月に放送を開始した、NHK仙台放送局制作の東北ブロック向けの民謡専門音楽番組である。製作はNHKの子会社NHKプラネット東北が担当する。放送時間は、NHKラジオ第1放送（除く山形県）で金曜日の12:30 - 12:55である。

## 概要
東北地方に伝承される民謡を紹介する番組である。民謡研究家の原比呂志が番組開始当初から亡くなるまで永年に亘って構成を担当した。2011年現在のパーソナリティは六華亭遊花（旧芸名・かわのめえりこ→川野目亭南天、フリーアナウンサー・噺家）である。番組構成作家は、津軽三味線奏者 浅野祥。

## 放送時間
高校野球中継（地方大会・全国大会を問わず）が行われる場合は休止となる。
2007年3月までは土曜日の12:30 - 12:55であった。2007年4月から金曜日の12:30 - 12:55に変更された。2008年4月からラジオ第1の大規模改編により水曜日21:30 - 21:55に移動となった。2009年4月より、日曜日22:45 - 23:00に変更された。再放送は金曜日14:40 - 14:55となる。
2011年4月より、以前の2007年度の放送と同じく金曜日12:30 - 12:55となるが、これまでのラジオ第1放送に加えて、番組開始以来初めてNHK-FM放送でも同時放送されることになった。2013年5月27日から、「NHKネットラジオ らじる★らじる」の放送同時配信サービスのうち、仙台、名古屋、大阪局のローカル放送の配信も開始されたため、同番組では6月7日放送分から「らじる★らじる」での全国配信が行われている。これに加えて2017年10月2日からは、仙台を含む一部地域を対象にした、民放ラジオポータルサイト「radiko」の第1次実験配信実施に伴い、2018年3月30日まで宮城県域に配信された。その後、同年4月12日からは第2次実験配信開始に伴い、仙台のラジオ第1を東北6県に拡大して配信されている。
2014年度から、青森県・山形県向けが、2017年度から2019年度までは、両局に加えて秋田県向けがFMのみとなり、ラジオ第1はそれぞれローカル番組を放送となる。
2020年度以降は、ラジオ第1放送のみとなり、FM放送は、木曜5:20 - 5:45に放送時間が変更された。なお、2023年度は、FM放送が日曜5:00 - 5:25に変更されている。2024年度も従来と同じ体裁だが、初回生放送は毎週の山形県に加えて、毎月第4金曜日の岩手県（この場合も当該週の日曜日が初回扱い）を除いて放送される。